# Centro Europeo de Previsiones Meteorológicas a Plazo Medio
El Centro Europeo de Previsiones Meteorológicas a Plazo Medio (CEPMPM, o ECMWF por sus siglas en inglés European Centre for Medium-Range Weather Forecasts) es una organización intergubernamental independiente integrada por 21 Estados miembros europeos y 13 Estados asociados. Se constituyó en 1975 y tiene su sede en Reading, Inglaterra.

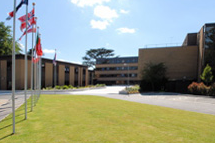
Sede del CEPMPM en Reading

## Objetivos
El propósito principal del CEPMPM es "desarrollar una capacidad de previsión meteorológica a plazo medio y proporcionar previsiones meteorológicas a plazo medio a los Estados miembros". El objetivo del Centro es desarrollar y operar de forma regular modelos y sistemas de asimilación de datos que simulen la dinámica, termodinámica y composición del fluido (atmósfera y océanos) que envuelve la Tierra, con vistas a proporcionar predicciones por medio de métodos numéricos.
Los objetivos más importantes del CEPMPM son:
- El desarrollo de métodos numéricos para el pronóstico del tiempo para el medio plazo
- La prepararación de predicciones para el plazo medio y su distribución entre los Estados miembros
- La investigación científica y técnica que permita la mejora de estas predicciones
- La recopilación y archivo de los datos meteorológicos

## Actividades y proyectos
El CEPMPM usa un modelo numérico de predicción meteorológica para predecir el tiempo a partir del estado presente de la atmósfera. Para ello los modelos deben recibir un flujo constante de información meteorológica, a partir de los datos proporcionados por satélites y sistemas de observación terrestre.
Estos datos alimentan las bases de datos del CEPMPM y son asimilados en los modelos para producir:
- predicciones para el medio plazo (predicción del tiempo hasta 15 días en el futuro)
- predicciones para los próximos meses
- predicciones para las próximas estaciones

El CEPMPM trabaja en colaboración estrecha con los Estados miembros y asociados, con la Unión Europea y con otros organismos internacionales como la Organización Meteorológica Mundial (OMM), la Organización Europea para la Explotación de Satélites Meteorológicos (EUMETSAT), y la Agencia Espacial Europea (ESA).

## Miembros

Miembros, en 2015
Países con acuerdo de cooperación

El ECMWF está compuesto por 21 estados, sobre todo europeos:
- Dieciocho países fundadores en 1975: Austria, Bélgica, Dinamarca, Finlandia, Francia, Alemania, Grecia, Irlanda, Italia, Luxemburgo, Países Bajos, Noruega, Portugal, España, Suecia, Suiza, Turquía, Reino Unido.
- Tres países adicionales se han unido desde que se revisó el convenio en 2010: Islandia (en abril de 2011),[2] Eslovenia (en diciembre de  2012)[3] y Serbia (en enero de 2015[4]).

El ECMWF tiene acuerdos de cooperación con otros países: Bulgaria, Georgië, Croacia, República Checa, Estonia, Hungría, Israel, Letonia, Lituania, Macedonia del Norte, Montenegro, Marruecos, Rumanía y Eslovaquia.

## Comparación con el Global Forecast System (GFS) norteamericano
La revista The Economist concluía el 5 de febrero de 2015 que el sistema europeo era más detallado y potente aún después de la revisión profunda del sistema norteamericano Global Forecast System después de su error en la predicción de la dirección e intensidad del Huracán Sandy de 2012.

## Participación española
La participación española es gestionada por la Agencia Estatal de Meteorología (Aemet).